# Розкош
Ро́зкош (рос. Роскошь) — село у складі Вяземського району Хабаровського краю, Росія. Входить до складу Котиковського сільського поселення.

## Населення
Населення — 1 особа (2010; 4 у 2002).
Національний склад (станом на 2002 рік):
- росіяни — 75 %